# Économie d'entreprise
 (février 2019).
L'économie d'entreprise appelée parfois économie et organisation des entreprises est une matière universitaire qui consiste à appliquer la notion d'économie à l'entreprise. 
Lionel Robbins conçoit l'économie telle : « la science qui étudie le comportement humain en tant que relation entre les fins et les moyens rares à usages alternatifs » , à partir de cette définition, l'activité économique est vue d'abord et avant tout comme, l'administration des ressources rares. 
L'entreprise est concernée au premier chef par cette activité puisqu'elle utilise les ressources rares et coûteuses pour produire des biens et services  afin de satisfaire des besoins économiques. Ses objectifs sont diversifiés selon son statut juridique, sa taille, le régime économique dans lequel elle évolue, etc. Cela étant, tous ses objectifs généralement visent un certain équilibre entre les ressources (produits) et les consommations (charges) pour établir une rentabilité fixée (bénéfice), sans laquelle l'entreprise cesse d'exister.
Cette recherche impose un grand nombre de choix d'organisation générale, de mode de production, d'investissement et de recrutement de personnel, de financement, et de commercialisation. On retrouve donc dans l'économie d'entreprise les différentes questions auxquelles est confronté le dirigeant.  Les réponses à ces questions viennent constituer le management ou la gestion d'entreprise. L'économie d'entreprise consiste donc à étudier cette forme de management afin de tirer quelques principes d'organisation et de gestion plus ou moins applicables aux entreprises selon les conditions particulières de leurs activités
Cela débouche sur différentes matières de gestion comme la gestion des ressources humaines, la finance, le contrôle de gestion, le marketing, la gestion de production, la logistique, la stratégie d'entreprise, etc.

## Calcul économique de l'entreprise
Dans le cadre de son économie, l'entreprise subit des contraintes de coût dont elle doit tenir compte pour maximiser son résultat économique. Elle met ainsi en œuvre un calcul économique. Dans le cadre d'une entreprise industrielle, ce calcul économique peut s'inscrire dans une réalité technique et l'entrepreneur peut chercher à atteindre un objectif de production en minimisant ses coûts (programmation linéaire). Le contrôle de gestion accompagne cette démarche. Pour cela l'entreprise industrielle a souvent l'opportunité de réaliser des économies d'échelle  en augmentant la quantité produite. 
Ces économies d'échelle consistent en la baisse de coût unitaire qui est obtenue par une augmentation de la quantité produite (l'échelle de production) et vendue, grâce à la répartition du coût fixe total sur une plus grande quantité, grâce à l'effet d'apprentissage et grâce à l'accès à une technologie supérieure qui devient rentable.
Dans certaines entreprises pluriproductrices, des économies peuvent être réalisées grâce au développement d'activités de production qui partagent certains équipements. Des économies sont alors réalisées grâce à cette mise en commun. Le coût fixe de ces équipements se trouve réparti  sur un nombre de productions différenciées et non plus sur une seule. Ce sont des économies de champ. On parle également à ce propos d'effets de synergie positive. 
Dans les entreprises tertiaires, les paramètres diffèrent dans la mesure où le coût marginal de la production de certains services peut devenir quasi-nul. Par exemple dans le cas du e-learning, une fois le logiciel et la plateforme mis en place pour le premier apprenant, le coût de nouveaux apprenants est proche de zéro.